# Czyż szafranowy
Czyż szafranowy (Spinus siemiradzkii) – gatunek małego ptaka z rodziny łuszczakowatych (Fringillidae), występujący w północno-zachodniej części Ameryki Południowej. Nie jest zagrożony wyginięciem.

## Systematyka
Gatunek ten jako pierwsi opisali Hans von Berlepsch i Władysław Taczanowski w 1884 roku na łamach „Proceedings of the Zoological Society of London”. Autorzy nadali ptakowi nazwę Chrysomitris siemiradzkii, a jako miejsce typowe wskazali Guayaquil w Ekwadorze. Obecnie gatunek umieszczany jest w rodzaju Spinus. Nie wyróżnia się podgatunków.
Epitet gatunkowy pochodzi od Józefa Siemiradzkiego (1858–1933) – polskiego paleontologa, geologa i badacza tropikalnej Ameryki, który dostarczył autorom pierwszego opisu okazy typowe.

## Morfologia
Niewielki ptak o rozmiarze ciała 10–11 cm, żółto-szarym i żółtym ubarwieniu, czarnej głowie i krótkim czarnym ogonie. Podobnie jak u większości ptaków z rodzaju Spinus czyż szafranowy ma czarne skrzydła z wyraźną żółtą opaską na piórach lotnych. Samica różni się od samca mniej intensywnymi kolorami i żółto-szarym ubarwieniem głowy.

## Zasięg występowania
Czyż szafranowy występuje w południowo-zachodnim Ekwadorze (w prowincjach Manabí, Santa Elena, Guayas i Loja) i skrajnie północno-zachodnim Peru (Region Tumbes).

## Ekologia
Czyż szafranowy zamieszkuje półpustynne zarośla i suche lasy oraz suche trawy i zarośla na obrzeżach lasu na wysokościach do 750 m n.p.m. Rozmnaża się w porze deszczowej w okresie styczeń–maj. Występuje w niewielkich grupach, czasem dochodzących jednak nawet do 30 osobników.

## Status i ochrona
W Czerwonej księdze gatunków zagrożonych IUCN czyż szafranowy od 2021 roku jest klasyfikowany jako gatunek najmniejszej troski (LC, Least Concern); wcześniej, od 1994 był uznawany za gatunek narażony (VU, Vulnerable). Liczebność populacji w 2019 roku szacowano na 2500–9999 dorosłych osobników. Jej trend ocenia się jako lekko spadkowy ze względu na utratę i degradację siedlisk.
Organizacja BirdLife International wymienia 11 ostoi ptaków IBA, w których ten gatunek występuje, 9 w Ekwadorze (m.in. Park Narodowy Machalilla) i 2 w Peru (Park Narodowy Cerros de Amotape, Coto de Caza El Angolo).